# Disa nivea
Disa nivea är en orkidéart som beskrevs av Hans Peter Linder. Disa nivea ingår i släktet Disa och familjen orkidéer. Inga underarter finns listade i Catalogue of Life.